# Macaire de Constantinople
Macaire de Constantinople (en grec : Μακάριος) est patriarche de Constantinople de 1376 à 1379 puis de 1390 à 1391.

## Biographie
Macaire est nommé patriarche en 1376 par Andronic IV Paléologue. Il couronne ce dernier ainsi que son fils Jean VII Paléologue le 18 octobre 1377. Il est chassé du trône patriarcal lors du retour de Jean V Paléologue et de Manuel II Paléologue.
Macaire est rétabli en août 1390 lors de l'usurpation de Jean VII Paléologue, qui chasse Antoine IV de son siège. Il est de nouveau déposé en mai 1391 par Manuel II Paléologue.